# Víctor Suárez (ciclista)
Víctor Suárez (Yaracuy, 1950 - Caracas, 27 de diciembre de 2012) fue un ciclista profesional venezolano.
Corrió en la Vuelta a Venezuela, Vuelta al Táchira y otras competencias nacionales.

## Palmarés
1974
- 1º en Prólogo Vuelta a Venezuela, Maracaibo  Venezuela
- 1º en 8ª etapa Vuelta a Venezuela, Acarigua  Venezuela

1978
- 3º en 6ª etapa Vuelta al Táchira, Barquisimeto  Venezuela
- 1º en 7ª etapa parte B Vuelta al Táchira, Acarigua  Venezuela
- 1º en 7ª etapa parte A Vuelta al Táchira, Barquisimeto  Venezuela

1979
- 1º en 3ª etapa Vuelta al Táchira, Barinas  Venezuela
- 4º en 6ª etapa Vuelta al Táchira, Barquisimeto  Venezuela

## Equipos
- 1978  OPE - Trujillo
- 1980  Policía de Trujillo